# دالماثيو لانغاريكا
دالماثيو لانغاريكا (بالإسبانية: Dalmacio Langarica)‏ (مواليد 05 ديسمبر 1919 - الوفاة 24 يناير 1985) كان دراج إسباني في صنف سباق الدراجات على الطريق.

## سباقات أو مراحل فاز بها
- طواف إسبانيا

## روابط خارجية
- دالماثيو لانغاريكا على موقع أرشيف الدراجات (الإنجليزية)
- دالماثيو لانغاريكا على موقع إحصائيات الدراجات الإحترافية (الإنجليزية)
- دالماثيو لانغاريكا على موقع CycleBase (الإنجليزية)